# Ванкорське нафтогазове родовище
Ванкорське нафтогазове родовище — гігантське родовище у Красноярському краї Росії, за 142 км від Ігарки та 250 км від Норильська. Розташоване на території Туруханського району поблизу від всесвітньовідомих родовищ півночі Тюменської області. 

## Загальна інформація
Родовище, яке відкрили у 1991 році, належить до Большехетського нафтогазоносного району Пур-Тазівської області Західно-Сибірської нафтогазоносної провінції.
Продуктивні горизонти залягають на глибині від 1650 до 2750 метрів та пов'язані із відкладеннями нижньої крейди. 
Колектори — пісковики.
Ванкорське передусім знане як нафтове родовище. Утім, станом на 2016 рік за запасами газу воно знаходилось на шостому місці у Красноярському краї. Всього ж запаси за російською класифікаційною системою по категоріях  ABC1+С2 оцінюються у 524 млн т нафти та 106 млрд м³ газу. За іншими даними запаси дещо менші, передусім у частині газу — 490 млн т нафти та 74 млрд м³ газу.

## Розробка
Розробка Ванкорського блоку (до якого також належать такі великі об'єкти як Тагульське, Лодочне та Сузунське родовища) розпочалась у 21 столітті. Промислова експлуатація Ванкорського родовища стартувала у 2009 році і вже у 2011-му тут видобули 15 млн т нафти. За планом розробки заплановано пробурити більш ніж 400 експлуатаційних свердловин, з яких більш ніж 300 — з горизонтальними відтинками. 
Видача продукції відбувається через нафтопровід «Ванкор-Пурпе» та далі по системі «Транснафти». Одним із напрямів постачання нафти Ванкорського родовища є Далекий Схід, куди веде система ВСТО («Восточная Сибирь — Тихий Океан»).
На початковому етапі видобутий газ споживала Ванкорська ТЕС (до 1 млрд м³ на рік), тоді як надлишки закачували назад у пласт. В 2014-му ввелив дію газопровід Ванкорське – Хальмерпаютінське (передбачається, що поставки зовнішнім споживачам можуть досягати 5 млрд м³ на рік).
Проект реалізує компанія «Роснефть».